# 1748
1748. је била проста година.

## Догађаји

### Фебруар
- 1. фебруар — Нови Сад од царице Марије Терезије добио статус слободног краљевског града.

### Април
- 24. април — Склопљен је Ахенски мир завршен Рат за аустријско наслеђе.

### Октобар
- 18. октобар — Потписивањем Ахенског мира завршен је Рат за аустријско наслеђе.

## Рођења

### Фебруар
- 3. мај — Жозеф Сијес, француски политичар

### Јун
- 30. август — Жак-Луј Давид, француски сликар

### Септембар
- 7. октобар — Карл XIII Шведски, краљ Шведске и Норвешке

### Новембар
- 11. новембар — Карлос IV од Шпаније, краљ Шпаније